# ژوردانیت
ژوردانیت  (به انگلیسی: Jordanite) با فرمول شیمیایی Pb4As2S7 از مجموعه کانی هاست و از نام شخصی (H.Jordan) گرفته شده‌است. محلول در HNO۳ برای اولین بار در سوئیس کشف شد و از نظر شکل بلور: ورقه‌ای - ماکله، رنگ: خاکستری سربی و تیره، شفافیت: کدر(اپاک)، جلا: فلزی، رخ: خوب، سیستم تبلور: مونوکلینیک و در رده‌بندی سولفور است و منشأ تشکیل آن هیدروترمال است.
همایند کانی‌شناسی (پارانژ) آن بورنونیت- گالن- اسفالریت- پیریت و غیره است
، از نظر ژیزمان بلوری - اگرگات دانه‌ای و خوشه‌ای کمیاب است و بیشتر در آلمان غربی، سوئیس، رومانی، ژاپن و URSS یافت می‌شود.